# Kyranycha
Kyranycha is een kevergeslacht uit de familie van de boktorren (Cerambycidae). De wetenschappelijke naam van het geslacht werd voor het eerst geldig gepubliceerd in 1997 door Martins & Galileo.

## Soorten
Kyranycha is monotypisch en omvat slechts de volgende soort:
- Kyranycha fraudatrix (Bates, 1881)